# Judo ai XVII Giochi del Mediterraneo - 73 kg maschile
Il torneo di judo nella categoria 73 kg maschile ai XVII Giochi del Mediterraneo si è tenuto il 22 giugno 2013 alla Mezitli Sports Hall.

## Calendario
Fuso orario EET (UTC+3).
| Data      | Ora   | Turno       |
| --------- | ----- | ----------- |
| 22 giugno | 12:00 | Preliminari |
| 22 giugno | 17:00 | Finali      |

## Risultati
Legenda
- 1° numero = Ippon
- 2° numero= Waza-ari
- 3° numero= Yuko

|  | Preliminari            | Preliminari            | Preliminari |  |  | Quarti di finale    | Quarti di finale    | Quarti di finale   |     |                 | Semifinali      | Semifinali      | Semifinali |  |  | Finale | Finale | Finale |
|  |                        |                        |             |  |  |                     |                     |                    |     |                 |                 |                 |            |  |  |        |        |        |
|  |                        |                        |             |  |  |                     |                     |                    |     |                 |                 |                 |            |  |  |        |        |        |
|  |                        |                        |             |  |  | Jonathan Allardon   | Jonathan Allardon   | 000                |     |                 |                 |                 |            |  |  |        |        |        |
|  | Neoklis Skouroumounis  | Neoklis Skouroumounis  | 000         |  |  | Hasan Vanlıoğlu     | Hasan Vanlıoğlu     | 001                |     |                 |                 |                 |            |  |  |        |        |        |
|  | Jonathan Allardon      | Jonathan Allardon      | 100         |  |  |                     |                     |                    |     | Hasan Vanlıoğlu | Hasan Vanlıoğlu | 100             |            |  |  |        |        |        |
|  |                        |                        |             |  |  |                     | Roman Moustopoulos  | Roman Moustopoulos | 000 |                 |                 |                 |            |  |  |        |        |        |
|  |                        |                        |             |  |  | Roman Moustopoulos  | Roman Moustopoulos  | 100                |     |                 |                 |                 |            |  |  |        |        |        |
|  |                        |                        |             |  |  | Mitar Mrdić         | Mitar Mrdić         | 010                |     |                 |                 |                 |            |  |  |        |        |        |
|  |                        |                        |             |  |  |                     |                     |                    |     |                 | Hasan Vanlıoğlu | Hasan Vanlıoğlu | 001        |  |  |        |        |        |
|  |                        |                        |             |  |  |                     | Ljubiša Kovačević   | Ljubiša Kovačević  | 000 |                 |                 |                 |            |  |  |        |        |        |
|  |                        |                        |             |  |  | Marko Prodan        | Marko Prodan        | 100                |     |                 |                 |                 |            |  |  |        |        |        |
|  | Youcef Ouhab           | Youcef Ouhab           | 000         |  |  | Enrico Parlati      | Enrico Parlati      | 010                |     |                 |                 |                 |            |  |  |        |        |        |
|  | Enrico Parlati         | Enrico Parlati         | 010         |  |  |                     |                     |                    |     | Marko Prodan    | Marko Prodan    | 000             |            |  |  |        |        |        |
|  | Ljubiša Kovačević      | Ljubiša Kovačević      | 120         |  |  |                     | Ljubiša Kovačević   | Ljubiša Kovačević  | 100 |                 |                 |                 |            |  |  |        |        |        |
|  | Daniel García González | Daniel García González | 000         |  |  | Mohamed Abdulnasaer | Mohamed Abdulnasaer | 000                |     |                 |                 |                 |            |  |  |        |        |        |
|  |                        |                        |             |  |  | Ljubiša Kovačević   | Ljubiša Kovačević   | 100                |     |                 |                 |                 |            |  |  |        |        |        |
|  |                        |                        |             |  |  |                     |                     |                    |     |                 |                 |                 |            |  |  |        |        |        |

### Turno di ripescaggio
I perdenti dei quarti di finale si incontrano in due semifinali. I due vincitori incontrano i due sconfitti nelle semifinali del tabellone principale, in due finali parallele, per due medaglie di bronzo.
| Semifinali          | Semifinali |  |  | Finali             | Finali |
|                     |            |  |  |                    |        |
|                     |            |  |  |                    |        |
| Mitar Mrdić         | 000        |  |  |                    |        |
| Jonathan Allardon   | 101        |  |  | Marko Prodan       | 000    |
|                     |            |  |  | Jonathan Allardon  | 101    |
|                     |            |  |  |                    |        |
|                     |            |  |  | Roman Moustopoulos | 000    |
| Mohamed Abdulnasaer | 000        |  |  | Enrico Parlati     | 010    |
| Enrico Parlati      | 000        |  |  |                    |        |